# Idioma picto
El picto era la lengua de los antiguos pictos, en el norte de la actual Escocia. Los únicos restos de esta lengua están en topónimos, nombres propios encontrados en monumentos y en los registros de la época. En su máxima extensión debía de hablarse desde las islas Shetland hasta Fife. Fue reemplazada por el gaélico en el siglo IX tras la unión del reino picto con el resto de Escocia.

## Aspectos históricos, sociales y culturales

### Historia
Desde el siglo V por lo menos, poblaciones provenientes de Irlanda, de habla gaélica, ocuparon Argyll, en la frontera oeste del territorio picto, la cual empezó a expandirse política, cultural y lingüísticamente. Este hecho se acrecentó desde que una dinastía gaélica tomara el control sobre el territorio picto a partir de mediados del siglo IX. A pesar de que no contamos con pruebas que nos permitan conocer el ritmo de retroceso del picto a favor del gaélico, existen comentarios en las crónicas inglesas que aseguran que en el siglo XII este ya se había extinguido
Existen indicios de que esta lengua, rama septentrional del britónico, ya se estaba escindiendo de la lengua britónica hablada más al sur en la época a la que se remonta nuestro primer testimonio, en el siglo I a. C. Para Beda el Venerable, monje escritor de principios del siglo VIII, el picto era una lengua independiente. 
Clasificada tradicionalmente como una lengua celta britónica, este asunto es aún controvertido. En una revisión que sobre este tema hizo el lingüista Kenneth Hurlstone Jackson, consideró que el picto podía no ser celta o tener un substrato no céltico. Con todo, Katherine Forsyth no está de acuerdo.
Sin embargo, la opinión más extendida sigue siendo que el picto era una lengua celta britónica, así como una lengua celta-P.

### Opiniones sobre la lengua picta
En 1582, el estudioso humanista (y hablante nativo de gaélico) George Buchanan expuso su opinión de que el picto era similar a lenguas como el galés, galo y gaélico. El resto de la investigación sobre esta lengua viene siendo descrita como comentarios a la obra de Buchanan.
De acuerdo con William Burley Lockwood (1975) la opinión de que el picto es una lengua celta es algo provisional. Refiriéndose a una inscripción en las islas Shetland dice: 

«Cuando se extraen los nombres de personas, el resto es totalmente incomprensible. Así, en la piedra de Lunnasting en las Shetland se puede leer “ettocuhetts ahehhttann hccvvevv nehhtons”. La última palabra es claramente el comúnmente atestiguado nombre “Nechton”, pero el resto, aun teniendo en cuenta una eventual reduplicación de consonantes en Ogam, parece tan exótico que los filólogos concluyen que el picto fue una lengua no indoeuropea, sin parientes reconocibles».

Con todo, la evidencia de la toponimia y la antroponimia llevan claramente a que los pictos hablaban una lengua céltica insular, en relación con las más meridionales lenguas britónicas aunque se propuso también que la lengua era más próxima al galo que a las lenguas britónicas.
Hay constancia en sus escritos de que el misionero Columba de Iona, un gaélico, necesitó un intérprete en la tierra de los pictos, y Beda el Venerable afirmaba que los pictos hablaban una lengua diferente de la de los britanos, datos que no dicen nada sobre la naturaleza de la lengua picta. Se llegó a afirmar que en la tierra de los pictos sobrevivirían una o dos lenguas no indoeuropeas, un argumento que se considera fundado ante todo en la limitada y negativa evidencia y en la (ya hace tiempo descartada) teoría de que las lenguas y las culturas materiales solo se pueden expandir por invasión o migración. Elementos preindoeuropeos pueden encontrarse frecuentemente en topónimos escoceses septentrionales, y se llegó a exponer la teoría de que algunas inscripciones ogámicas pictas podían estar presentando ejemplos de esta lengua.

### Inscripciones
El limitado corpus del que disponemos son un total de siete inscripciones principales en alfabeto latino y unas treinta y dos en ogam, las cuales presentan grandes dificultades arqueológicas y epigráficas para su interpretación. Las más antiguas de estas están fragmentadas hasta tal punto que es especialmente difícil obtener cualquier información lingüística sobre el picto. Entre las razonablemente inteligibles, algunas contienen antropónimos de origen claramente celta, mientras que otras son prácticamente incomprensibles.
Además de esas inscripciones principales, existe un conjunto muy amplio de testimonios epigráficos (más de doscientos cuarenta), generalmente breves sobre piedra, que pueden dividirse en dos grupos:
Clase I, inscripciones sobre piedra que consisten en signos despojados, entre 180 y 195, con unos pocos signos
Clase II, inscripciones decoradas, entre 60 y 65, frecuentemente conteniendo una figura de una cruz y otros motivos, que suele considerarse que tienen algún tipo de mensaje cristiano.
Estas inscripciones contienen entre uno y ocho signos cada una, siendo dos el número más frecuente. A principios del siglo pasado, Allen y Anderson catalogaron estas inscripciones breves. Otra compilación reciente recoge además un catálogo de signos, considerando que existen cuarenta y tres signos diferentes en estas inscripciones. Un trabajo reciente sugiere que estas inscripciones, aun siendo breves, contienen información lingüística, a partir de la entropía condicional calculada sobre la base de las frecuencias de aparición.

### Toponimia
Otra fuente para estudiar el picto son los topónimos, que permiten a menudo deducir la existencia de asentamientos históricos pictos en Escocia. Los que llevan el prefijo Aber- 'estero', Lhan- 'cementerio', Pit- 'porción, granja', o Fin- 'loma' [?]) indican regiones habitadas por pictos en el pasado (por ejemplo: Aberdeen, Lhanbryde, Pitmedden, Pittodrie, Findochty, etc.). Con todo, Pit- es el elemento más distintivo, pues Aber- también lo podemos encontrar en lugares en los que se habló britónico. Algunos de los elementos pictos, como Pit-, se formaron después de la época picta, y pueden referirse a antiguos "condados" o "thanages". Otros elementos toponímicos que se sugirieron fueron "pert" (‘valo’, galés perth - Perth, Larbert), "carden" (‘maleza, mato’, galés cardden - Pluscarden, Kincardine), "pevr" (‘brillante’, galés pefr - Strathpeffer, Peffery).
La evidencia de la toponimia también revela el avance de las lenguas goidélicas en el país de los pictos. Así, Atholl, que significa 'Nueva Irlanda', está atestiguado a principios del siglo VIII. Esto puede ser un indicio del avance del goidélico. Fortriu también contiene topónimos que sugieren asentamientos gaélicos, o influencias gaélicas. El moderno gaélico escocés contiene pese a todo préstamos del idioma picto.
Además de antropónimos Beda aporta un único topónimo picto (HE, I, 12), cuando habla del muro de Antonino:

Comienza a una distancia de sobre dos millas del monasterio de Abercurnig, en el oeste, en un lugar llamado en la lengua picta Peanfahel, y en la lengua inglesa, Penneltun, discurre hacia el oeste y finaliza cerca de la ciudad de Alcluith.

Peanfahel —la moderna Kinneil, cerca de Bo'ness— parece contener elementos relacionados con el britónico penn 'al final' y goidélico fal 'muro'. Alcluith, 'rocha del Clyde', es la moderna Dumbarton Rock, sitio de una muy antigua fortaleza medieval y un posterior castillo.
Junto con la toponimia, únicamente se conserva un texto en picto, una lista de reyes en una forma casi incomprensible presente en fuentes gaélicas.
Si bien se ha conjeturado que varios rasgos importantes de la sintaxis del gaélico escocés moderno se deben a la influencia del picto sobre el gaélico, la naturaleza de los datos disponibles del picto no pueden confirmar ni descartar dicha conjetura, que debe considerarse simplemente como especulativa.